# Finalmente a casa (film 2008)
Finalmente a casa è un film per la televisione, diretto da Gianfrancesco Lazotti, andato in onda martedì 28 ottobre 2008 alle ore 21:10 su Canale 5. È tratto dalla quasi omonima sitcom Finalmente soli.

## Trama
Gigi e Alice sono una coppia di sposi modello, ma non riescono mai a trovare un momento di intimità assillati come sono dai figli adolescenti, dalla madre di Alice e dal portiere pettegolo. Alice, che fa la taxista, un giorno si ritrova in macchina Agatina, una donna carismatica, che la convince a lasciare il lavoro per fare la casalinga a tempo pieno. Alice scoprirà però che la sua vita non ci guadagna, infatti tenere a bada la vivace mamma, spronare i figli pigri nello studio e consigliare i vicini innamorati ma litigiosi, è alquanto stressante. Gigi, dal canto suo, non sospetta nulla e, nel frattempo, viene coinvolto in una storia fatta di equivoci a causa di Carlo, amico della coppia, che nel frattempo si è lasciato con Cinzia: in uno di questi farà fatica a resistere alle avance della sfacciata Loredana, avvenente istruttrice di aerobica. Alla fine tutto verrà risolto e i nostri amici potranno tornare come sempre alla loro vita di coppia.

## Ascolti
| Prima TV Italia | Telespettatori | Share  |
| --------------- | -------------- | ------ |
| 28 ottobre 2008 | 4.493.000      | 18,83% |